# Atractiella delectans
Atractiella delectans är en svampart som först beskrevs av Möller, och fick sitt nu gällande namn av Oberw. & Bandoni 1982. Atractiella delectans ingår i släktet Atractiella och familjen Phleogenaceae.   Inga underarter finns listade i Catalogue of Life.